# چگونه در زندگی مشترک جان سالم به‌در ببریم
چگونه در زندگی مشترک جان سالم به‌در ببریم (انگلیسی: How to Survive a Marriage) یک مجموعهٔ احساسی آمریکایی است که مابین سال‌های ۱۹۷۴ تا ۱۹۷۵ از شبکهٔ ان‌بی‌سی پخش شد.

## بازیگران
- رزماری پرینز
- کن کرچوال
- اف. موری آبراهام
- آرماند آسانته
- برد دیویس